# Euproctis fuscinervis
Euproctis fuscinervis är en fjärilsart som beskrevs av Matsumura 1927. Euproctis fuscinervis ingår i släktet Euproctis och familjen tofsspinnare. Inga underarter finns listade i Catalogue of Life.